# Claus Ogerman
Claus Ogerman (Racibórz, 29 april 1930 – München, 8 maart 2016) was een Duitse componist, dirigent en arrangeur.
Hij begon zijn carrière met de piano. Na een aantal composities gemaakt te hebben voor een aantal Duitse films verhuisde hij in 1959 naar New York. In het begin van de jaren zestig werd hij muzikaal directeur van Verve Records, waar hij de albums arrangeerde van Antônio Carlos Jobim, Kai Winding en anderen. Nadat Verve-producer Creed Taylor was overgestapt naar A&M Records, ging Ogerman ook naar A&M, waar hij werkte met Jobim en anderen.
De lijst met artiesten waarvoor Claus Ogerman heeft gearrangeerd en gedirigeerd is gestaag gegroeid. Enkele groten uit die rij zijn Stan Getz, Frank Sinatra, Bill Evans, Astrud Gilberto, João Gilberto, Bobby Rosengarden, Barbra Streisand, George Benson, Michael Brecker, Jan Akkerman en Diana Krall.